# 陳泰瑞
陳泰瑞（英語：Terry Chen，1975年2月3日—），是一位加拿大華裔演員。

## 早年生活
陳泰瑞於1975年2月3日出生於加拿大艾伯塔省埃德蒙頓，父親是台灣人，母親是中國大陆人。他在埃德蒙頓和不列顛哥倫比亞省溫哥華完成了小學和中學教育。之後，他在卡爾加里大學短暫學習，隨後搬到溫哥華繼續發展演藝事業。

## 職業生涯
陳泰瑞的突破性角色是在2000年卡麥隆·克羅的電影《成名在望》中飾演現實生活中的《滾石雜誌》編輯本·方-托雷斯。他曾出現在多部電視節目中，包括史蒂芬·史匹柏的電視迷你影集《颶風救援》，並且是《戰地醫院》影集的常客。陳泰瑞曾出演多部故事片，如《機械公敵》、《超世紀戰警》、《飛機上有蛇》，並在恐怖/驚悚片《他們在等待》中擔任主角。
陳泰瑞在加拿大科幻連續劇《超越時間線》中扮演了一個反覆出現的角色，該劇於2012年5月27日在Showcase上首播。陳泰瑞在Netflix的《紙牌屋》第2季中飾演馮·山德爾（Xander Feng）。2017年至2018年，他在《太空無垠》第2季和第3季中飾演植物學家普拉克西德克·孟，並於2018年在《傑西卡·瓊斯》第2季中飾演Pryce Cheng。
在電影《墜落》中，陳泰瑞飾演一個男人（由演員兼導演維果·莫天森飾演）的善解人意的丈夫，試圖照顧他那恐同、厭惡女性且日益精神錯亂的父親。

## 外部連結
- 陳泰瑞在互联网电影资料库（IMDb）上的資料（英文）